# Andrew Hutchison

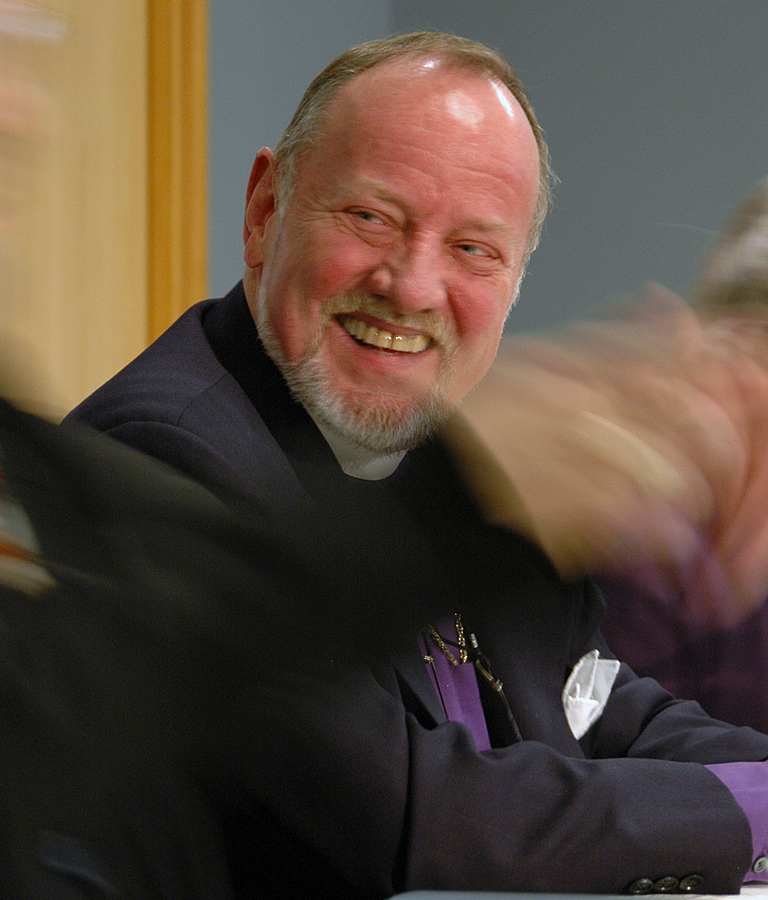
Andrew Hutchison

Andrew Sandford Hutchison (* 1938 in Toronto, Ontario) ist ein ehemaliger Primas der Anglikanischen Kirche von Kanada.

## Biographie
Hutchison wurde 1938 in Toronto geboren. Er graduierte am Upper Canada College und studierte an der York University und an der University of Trinity College. Seine kirchliche Laufbahn begann er als Diakon an der Christ Church Deer Park in der Diözese von Toronto. 2004 wurde Hutchison zum Primas der Anglikanischen Kirchen von Kanada gewählt. Zuvor war er anglikanischer Bischof von Montreal gewesen und war 2002 zum Erzbischof gewählt worden. Hutchison unterstützte in seiner Kirche die Segnung gleichgeschlechtlicher Paare. 2005 besuchte er als Primas die Episkopalkirche von Kuba und traf dort unter anderem anglikanische Theologiestudenten.
Frederick James Hiltz wurde 2007 sein Nachfolger als Primas der Anglikanische Kirche von Kanada, nachdem Hutchison seinen Rücktritt erklärt hatte.